# Боротьба на літніх Олімпійських іграх 2008
Змагання з боротьби на Олімпійських іграх 2008 у Пекіні проходили в Палаці спорту Китайського сільськогосподарського університету від 12 до 21 серпня. Змагання поділялися на дві дисципліни, вільну і греко-римську боротьбу, які в свою чергу поділялися на різні вагові категорії. Чоловіки змагалися в обох дисциплінах, тоді як жінки взяли участь лише у змаганнях з вільної боротьби. Загалом розігрувалося 18 комплектів нагород. Це була друга олімпіада, де в цьому виді спорту брали участь жінки. Шведський борець, Ара Абрахамян опротестував бронзову нагороду, яку він виграв у греко-римській боротьбі 84 кг, оскільки відчував, що судді несправедливо судили його півфінальний поєдинок і це завадило йому поборотися у фіналі за золото проти майбутнього переможця Андреа Мінгуцці з Італії.

## Медалі

### Чоловіча вільна боротьба
| Event    | Золото                   | Срібло                   | Бронза                  |
| -------- | ------------------------ | ------------------------ | ----------------------- |
| 55 кг    | Генрі Сехудо (USA)       | Томохіро Мацунаґа (JPN)  | Радослав Веліков (BUL)  |
| 55 кг    | Генрі Сехудо (USA)       | Томохіро Мацунаґа (JPN)  | Бесік Кудухов (RUS)     |
| 60 кг    | Мавлет Батиров (RUS)     | Кен'їті Юмото (JPN)      | Базар Базаргуруєв (KGZ) |
| 60 кг    | Мавлет Батиров (RUS)     | Кен'їті Юмото (JPN)      | Морад Могаммаді (IRI)   |
| 66 кг    | Рамазан Шахін (TUR)      | Андрій Стаднік (UKR)     | Отар Тушишвілі (GEO)    |
| 66 кг    | Рамазан Шахін (TUR)      | Андрій Стаднік (UKR)     | Сушил Кумар (IND)       |
| 74 кг    | Бувайсар Сайтієв (RUS)   | Мурад Гайдаров (BLR)     | Георгіца Штефан (ROM)   |
| 74 кг    | Бувайсар Сайтієв (RUS)   | Мурад Гайдаров (BLR)     | Кіріл Терзієв (BUL)     |
| 84 кг    | Реваз Міндорашвілі (GEO) | Юсуп Абдусаломов (TJK)   | Тарас Данько (UKR)      |
| 84 кг    | Реваз Міндорашвілі (GEO) | Юсуп Абдусаломов (TJK)   | Георгій Кетоєв (RUS)    |
| 96 кг    | Ширвані Мурадов (RUS)    | Гіоргі Гогшелідзе (GEO)* | Мічель Батіста (CUB)    |
| 96 кг    | Ширвані Мурадов (RUS)    | Гіоргі Гогшелідзе (GEO)* | Хетаг Газюмов (AZE)     |
| 120 кг * | Бахтіяр Ахмедов (RUS)    | Вакантне                 | Давид Мусульбес (SVK)   |
| 120 кг * | Бахтіяр Ахмедов (RUS)    | Вакантне                 | Марид Муталімов (KAZ)   |

#### Дискваліфікації
- 5 квітня 2017 року Міжнародний олімпійський комітет позбавив Василя Федоришина срібної медалі Ігор 2008 року, яку він отримав у ваговій категорії до 60 кг, у зв'язку з наявністю в його пробах допінгу — туринаболу[2]. Його медаль перейшла до Кен'їті Юмото з Японії.
- 26 жовтня 2016 року Сослан Тігієв з Узбекистану позбавлений срібної медалі у ваговій категорії до 74 кг після виявлення заборонених препаратів в повторному аналізі його допінг-проби, взятої на літніх Олімпійських іграх 2008 року в Пекіні.[3] Його медаль перейшла до Мурада Гайдарова з Білорусі.
- 26 жовтня 2016 року Таймураз Тігієв з Казахстану позбавлений срібної медалі у ваговій категорії до 96 кг після виявлення заборонених препаратів в повторному аналізі його допінг-проби, взятої на літніх Олімпійських іграх 2008 року в Пекіні.[3] Його медаль перейшла до Гіоргі Гогшелідзе з Грузії.[4]
- Артур Таймазов з Узбекистану позбавлений золотої медалі у ваговій категорії до 120 кг через позитивний допінг у серпні 2016.[5] Золота нагорода перейшла до Бахтіяра Ахмедова з Росії.

### Чоловіча греко-римська боротьба
| Event  | Золото                            | Срібло                     | Бронза                 |
| ------ | --------------------------------- | -------------------------- | ---------------------- |
| 55 кг  | Назир Манкієв (RUS)               | Ровшан Байрамов (AZE)      | Роман Амоян (ARM)      |
| 55 кг  | Назир Манкієв (RUS)               | Ровшан Байрамов (AZE)      | Пак Ин Чхол (KOR)      |
| 60 кг  | Ісламбек Альбієв (RUS)            | Нурбакит Тенгізбаєв* (KAZ) | Руслан Тюменбаєв (KGZ) |
| 60 кг  | Ісламбек Альбієв (RUS)            | Нурбакит Тенгізбаєв* (KAZ) | Шен Цзян (CHI)         |
| 66 кг  | Стів Гено (FRA)                   | Канатбек Бегалієв (KGZ)    | Армен Варданян (UKR)   |
| 66 кг  | Стів Гено (FRA)                   | Канатбек Бегалієв (KGZ)    | Михайло Семенов (BLR)  |
| 74 кг  | Манучар Квірквелія (GEO)          | Чан Юнсян (CHN)            | Явор Янакієв (BUL)     |
| 74 кг  | Манучар Квірквелія (GEO)          | Чан Юнсян (CHN)            | Крістоф Гено (FRA)     |
| 84 кг  | Андреа Мінгуцці (ITA)             | Золтан Фодор (HUN)         | Назмі Авлуджа (TUR)    |
| 84 кг  | Андреа Мінгуцці (ITA)             | Золтан Фодор (HUN)         | вакантна               |
| 96 кг  | Хуштов Асланбек Віталійович (RUS) | Мірко Енґліх (GER)         | Адам Вілер (USA)       |
| 96 кг  | Хуштов Асланбек Віталійович (RUS) | Мірко Енґліх (GER)         | Марек Швець (CZE)      |
| 120 кг | Міхайн Лопес (CUB)                | Міндаугас Мізгайтіс (LTU)  | Янник Щепаняк (FRA)    |
| 120 кг | Міхайн Лопес (CUB)                | Міндаугас Мізгайтіс (LTU)  | Юрій Патрикеєв (ARM)   |

#### Дискваліфікації
- 17 листопада 2016 року Віталій Рагімов з Азербайджану позбавлений срібної медалі у ваговій категорії до 60 кг після виявлення заборонених препаратів в повторному аналізі його допінг-проби, взятої на літніх Олімпійських іграх 2008 року в Пекіні.[6] Його медаль перейшла до Нурбакита Тенгізбаєва з Казахстану.[4]
- Ара Абрахамян зі Швеції виграв одну із двох бронзових медалей у ваговій категорії до 84 кг, але МОК позбавив спортсмена медалі після того, як той зійшов з подіуму й кинув її на знак протесту проти суддівства в півфіналі. Внаслідок цього інциденту його дискваліфікували й забрали медаль, не присуджуючи її іншому спортсмену.
- 17 листопада 2016 року Асет Мамбетов з Казахстану позбавлений бронзової медалі у ваговій категорії до 96 кг після виявлення заборонених препаратів в повторному аналізі його допінг-проби, взятої на літніх Олімпійських іграх 2008 року в Пекіні.[6] Його медаль перейшла до Марека Швеця з Чехії.[4]
- 17 листопада 2016 року Хасан Бароєв з Росії позбавлений срібної медалі у ваговій категорії до 120 кг після виявлення заборонених препаратів в повторному аналізі його допінг-проби, взятої на літніх Олімпійських іграх 2008 року в Пекіні.[6] Його медаль перейшла до Міндаугаса Мізгайтіса з Литви.

### Жіноча вільна боротьба
| Event | Золото             | Срібло                 | Бронза                |
| ----- | ------------------ | ---------------------- | --------------------- |
| 48 кг | Керол Він (CAN)    | Тіхару Ітьо (JPN)      | Марія Стадник (AZE)   |
| 48 кг | Керол Він (CAN)    | Тіхару Ітьо (JPN)      | Ірина Мерлені (UKR)   |
| 55 кг | Саорі Йосіда (JPN) | Сюй Лі (CHN)           | Тоня Вербік (CAN)     |
| 55 кг | Саорі Йосіда (JPN) | Сюй Лі (CHN)           | Жаклін Рентерія (COL) |
| 63 кг | Каорі Ітьо (JPN)   | Альона Карташова (RUS) | Олена Шалигіна (KAZ)  |
| 63 кг | Каорі Ітьо (JPN)   | Альона Карташова (RUS) | Ренді Міллер (USA)    |
| 72 кг | Ван Цзяо (CHN)     | Станка Златева (BUL)   | Кьоко Хамаґуті (JPN)  |
| 72 кг | Ван Цзяо (CHN)     | Станка Златева (BUL)   | Агнєшка Вєщек (POL)   |

### Медальний залік
| Місце   | Країна               | Золото | Срібло | Бронза | Загалом |
| ------- | -------------------- | ------ | ------ | ------ | ------- |
| 1       | Росія (RUS)          | 7      | 3      | 2      | 12      |
| 2       | Японія (JPN)         | 2      | 2      | 2      | 6       |
| 3       | Грузія (GEO)         | 2      | 0      | 2      | 4       |
| 4       | Китай (CHN)          | 1      | 2      | 0      | 3       |
| 5       | США (USA)            | 1      | 0      | 2      | 3       |
| 6       | Канада (CAN)         | 1      | 0      | 1      | 2       |
| 6       | Франція (FRA)        | 1      | 0      | 1      | 2       |
| 6       | Туреччина (TUR)      | 1      | 0      | 1      | 2       |
| 9       | Куба (CUB)           | 1      | 0      | 0      | 1       |
| 9       | Італія (ITA)         | 1      | 0      | 0      | 1       |
| 11      | Україна (UKR)        | 0      | 2      | 3      | 5       |
| 12      | Азербайджан (AZE)    | 0      | 2      | 2      | 4       |
| 13      | Казахстан (KAZ)      | 0      | 1      | 4      | 5       |
| 14      | Болгарія (BUL)       | 0      | 1      | 3      | 4       |
| 15      | Киргизстан (KGZ)     | 0      | 1      | 1      | 2       |
| 16      | Німеччина (GER)      | 0      | 1      | 0      | 1       |
| 16      | Угорщина (HUN)       | 0      | 1      | 0      | 1       |
| 16      | Узбекистан (UZB)     | 0      | 1      | 0      | 1       |
| 16      | Таджикистан (TJK)    | 0      | 1      | 0      | 1       |
| 21      | Вірменія (ARM)       | 0      | 0      | 2      | 2       |
| 21      | Білорусь (BLR)       | 0      | 0      | 2      | 2       |
| 23      | Колумбія (COL)       | 0      | 0      | 1      | 1       |
| 23      | Індія (IND)          | 0      | 0      | 1      | 1       |
| 23      | Іран (IRI)           | 0      | 0      | 1      | 1       |
| 23      | Литва (LTU)          | 0      | 0      | 1      | 1       |
| 23      | Польща (POL)         | 0      | 0      | 1      | 1       |
| 23      | Словаччина (SVK)     | 0      | 0      | 1      | 1       |
| 23      | Південна Корея (KOR) | 0      | 0      | 1      | 1       |
| Загалом | Загалом              | 18     | 18     | 35     | 71      |

### Учасники
Загалом 344 борці з 59 країн змагалися на Олімпійських іграх в Пекіні:
| - Албанія (2) - Алжир (3) - Вірменія (9) - Австралія (4) - Азербайджан (16) - Білорусь (9) - Бразилія (1) - Болгарія (12) - Камерун (1) - Канада (10) - Китай (16) - Колумбія (3) - Куба (12) - Чехія (1) - Данія (2) - Єгипет (7) - Сальвадор (1) - Фінляндія (1) - Франція (9) - Північна Македонія (1) | - Грузія (10) - Німеччина (7) - Греція (3) - Гуам (1) - Гвінея-Бісау (1) - Угорщина (9) - Індія (3) - Іран (12) - Італія (2) - Японія (10) - Казахстан (16) - Киргизстан (5) - Литва (4) - Мексика (1) - Молдова (2) - Монголія (6) - Нігерія (2) - Північна Корея (3) - Норвегія (1) - Палау (2) | - Перу (1) - Польща (9) - Румунія (8) - Росія (18) - Сенегал (1) - Сербія (2) - Словаччина (2) - ПАР (1) - Південна Корея (11) - Іспанія (3) - Швеція (5) - Швейцарія (1) - Таджикистан (2) - Туніс (3) - Туреччина (13) - Україна (16) - США (17) - Узбекистан (8) - Венесуела (3) |

## Слухання Спортивного арбітражного суду
Спортивний арбітражний суд провів слухання на основі запиту, поданого Абрахамяном і Олімпійським комітетом Швеції проти Міжнародної федерації об'єднаних видів боротьби. Перед слуханням Спортивний арбітражний суд оголосив у своїй заяві, що Абрахамян і Олімпійський комітет Швеції «не вимагають від Спортивного арбітражного суду будь-якого конкретного перегляду» рейтингу медалей або перегляду рішення МОК про дискваліфікацію Абрахамяна з Ігор.
Після того суд видав арбітражне рішення, яке різко критикувало Міжнародну федерацію об'єднаних видів боротьби. Не оскаржуючи результат матчу та технічні рішення, арбітраж заявив, що Міжнародна федерація об'єднаних видів боротьби зобов'язана створити апеляційне журі, здатне оперативно розглядати претензії спортсменів. Голова Олімпійського комітету Швеції Штефан Ліндеберг прокоментував, що рішення раз і назавжди свідчить про те, що Міжнародна федерація об'єднаних видів боротьби діяла неправильно і не дотримувалася власних правил чесної гри.

## Курйози
На змаганнях з вільної боротьби Росія була представлена у всіх семи вагових категоріях, але єдиний етнічний росіянин на цьому турнірі — Олексій Крупняков представляв Киргизстан.